# Beto sem Braço
Laudeni Casemiro, mais conhecido como Beto sem Braço, (Rio de Janeiro, 24 de maio de 1941 – Rio de Janeiro, 15 de abril de 1993) foi um cantor e compositor brasileiro, considerado um dos maiores nomes do Império Serrano.

## Biografia
O sambista trabalhou como feirante no Rio de Janeiro. Seu apelido lhe foi dado na infância em consequência de uma queda de cavalo, na qual perdeu o braço direito.[carece de fontes?]
No início da década de 1970, sua canção "Ai Que Vontade", interpretada por Oswaldo Nunes, fez grande sucesso em nível nacional.
Pertenceu à ala de compositores da Unidos de Vila Isabel até 1981, quando se transferiu para Império Serrano. Já em seu primeiro ano na escola de samba de Madureira, ganhou o concurso para o samba enredo para o carnaval de 1982, "Bumbum Paticumbum Prugurundum", composta com Aluísio Machado, que se tornou um dos sambas mais icônicos da história dos desfiles cariocas.
Foi também diretor de bateria da Império Serrano por vários anos.
Passou por momentos mais conturbados de sua carreira, quando atirou no presidente imperiano Jamil Cheiroso e no vice-presidente da escola Roberto Cunha, respectivamente, descontente com a desclassificação de seu samba na seletiva de 1987.[carece de fontes?]
O compositor morreu em 15 de abril de 1993, aos 51 anos, no Rio de Janeiro, vitimado por tuberculose.
Beto será homenageado pelo Império Serrano com o enredo "O que espanta miséria é festa" no carnaval de 2025.

## Composições

### Disputas de sambas de enredo
| Ano  | Agremiação      | Título                                                                                  | Resultado |
| ---- | --------------- | --------------------------------------------------------------------------------------- | --------- |
| 1982 | Império Serrano | "Bumbum Praticumbum Prugurundum" (com Aluísio Machado)                                  | Venceu    |
| 1983 | Império Serrano | "Mãe Baiana Mãe" (com Aluísio Machado)                                                  | Venceu    |
| 1985 | Império Serrano | "Samba, Suor e Cerveja, Combustível da Ilusão"                                          | Venceu    |
| 1987 | Império Serrano | "Com Boca no Mundo - Quem não se Comunica, se Trumbica" (com Aluísio Machado e Bicalho) | Venceu    |
| 1989 | Império Serrano | "Jorge Amado - Axé Brasil" (com Aluísio Machado, Bicalho e Arlindo Cruz)                | Venceu    |
| 1992 | Império Serrano | "Fala, Serrinha - A voz do Samba sou eu mesmo sim, senhor!" (com Jangada e Maurição)    | Venceu    |

## Premiações
- Estandarte de Ouro (O Globo)

1. 1982 - Melhor samba-enredo (Império Serrano - "Bumbum Paticumbum Prugurundum") [7]
2. 1983 - Melhor samba-enredo (Império Serrano - "Mãe Baiana Mãe") [8]
3. 1992 - Melhor samba-enredo (Império Serrano - "Fala, Serrinha - A Voz do Samba Sou Eu Mesmo Sim, Senhor!") [9]

- Estandarte do Povo (Jornal do Brasil)

1. 1982 - Melhor samba-enredo (Império Serrano - "Bumbum Paticumbum Prugurundum") [10][11]
2. 1983 - Melhor samba-enredo (Império Serrano - "Mãe Baiana Mãe") [12][13]